# Ra's Banās
Ra's Banās är en udde i Egypten.   Den ligger i guvernementet Al-Bahr al-Ahmar, i den sydöstra delen av landet, 800 km sydost om huvudstaden Kairo.
Terrängen inåt land är platt. Havet är nära Ra's Banās åt sydost.  Det finns inga samhällen i närheten. 